# Charmaine Howell
Charmaine Howell (* 13. März 1975 in Trelawny) ist eine ehemalige jamaikanische Mittelstreckenläuferin. Ihre Spezialdisziplin war der 800-Meter-Lauf, ihre größten internationalen Erfolge feierte sie aber mit jamaikanischen 4-mal-400-Meter-Staffeln.

## Karriere
Charmaine Howell nahm an den Leichtathletik-Weltmeisterschaften 1999 in Sevilla teil, kam jedoch über die 800 Meter nicht über den Vorlauf hinaus. Bei den Olympischen Spielen 2000 in Sydney kam sie über die 800 Meter bis ins Halbfinale und wurde Siebte. Sie lief zudem im Vorlauf des 4-mal-400-Meter-Staffelwettbewerbs und gewann die Silbermedaille, als ihre Mannschaftskameradinnen Sandie Richards, Catherine Scott-Pomales, Deon Hemmings und Lorraine Graham im Finale den zweiten Platz erreichten. 
Bei den Leichtathletik-Hallenweltmeisterschaften 2001 in Lissabon erreichte Howell im 800-Meter-Lauf das Halbfinale, verpasste als sechstplatzierte jedoch das Finale. Mit ihren Staffelkameradinnen Juliet Campbell, Catherine Scott und Sandie Richards gewann sie über die 4-mal-400-Meter in einer Zeit von 3:30,79 Minuten die Silbermedaille.
Im Jahr 2002 wurde sie Jamaikanische Meisterin über 800 Meter.

## Persönliche Bestzeiten
- 400 Meter: 51,94 Sekunden, 19. Juni 1999, Kingston
- 800 Meter: 1:59,61 Minuten, 3. Juni 2001, Portland (Oregon)